# Plutón en la ficción

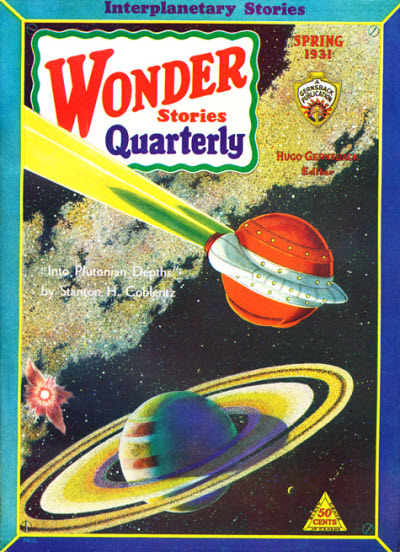
Portada de Wonder Stories Quarterly, primavera de 1931, con Into Plutonian Depths de Stanton A. Coblentz.

Plutón ha aparecido en la ficción como escenario desde poco después de su descubrimiento en 1930, aunque con poca frecuencia. Inicialmente fue comparativamente popular ya que fue descubierto recientemente y se pensó que era el objeto más externo del Sistema Solar, e hizo más apariciones ficticias que Urano o Neptuno, aunque todavía muchas menos que otros planetas. La vida extraterrestre, a veces vida inteligente y ocasionalmente una ecosfera completa, es un motivo común en las representaciones ficticias de Plutón. Los asentamientos humanos aparecen solo esporádicamente, pero a menudo son el punto de partida o el punto final de un recorrido por el Sistema Solar. Se ha representado de diversas formas como un planeta extrasolar originalmente, los restos de un planeta destruido o completamente artificial. Su luna Caronte también ha aparecido en un puñado de obras.

## Plutón
Plutón fue descubierto por Clyde Tombaugh en 1930 y desde entonces ha hecho apariciones comparativamente esporádicas en la ficción; en el catálogo de las primeras obras de ciencia ficción compilado por E. F. Bleiler y Richard Bleiler en la obra de referencia de 1998 Science-Fiction: The Gernsback Years, Plutón solo aparece en 21 (de 1.835) obras, en comparación con 194 para Marte y 131 para Venus. Richard L. McKinney lo describe como "territorio inexplorado" en The Greenwood Encyclopedia of Science Fiction and Fantasy, y el estudioso de ciencia ficción Gary Westfahl postula que las supuestas duras condiciones ambientales del planeta enano hicieron que no fuera atractivo para los escritores usarlo. como escenario. Sin embargo, McKinney escribe que ha hecho más apariciones de las que cabría esperar, y Brian Stableford comenta en The Dictionary of Science Fiction Places que Plutón ha hecho apariciones más frecuentes y variadas que Urano en la ficción o Neptuno en la ficción, cuyas cifras correspondientes de The Gernsback Years son 9 y 18, respectivamente. Stableford atribuye esto a que Plutón (en ese momento) se consideraba el planeta más exterior del sistema solar, al igual que The Encyclopedia of Science Fiction. Stableford agrega en Science Fact and Science Fiction: An Encyclopedia que la popularidad de Plutón durante la era pulp de la ciencia ficción aumentó por su entonces reciente descubrimiento, y Westfahl escribe que su similitud con la Tierra en términos de tamaño y composición contribuyó a una representación relativamente común como una morada de la vida.

### Representaciones tempranas
Incluso antes del descubrimiento de Plutón, un planeta más allá de la órbita de Neptuno apareció en la novela de 1912 de Donald W. Horner, Su destino alado. La historia más antigua que presenta a Plutón fue probablemente la novela satírica de 1931 Into Plutonian Depths de Stanton A. Coblentz, que describe una civilización plutoniana avanzada. Otro candidato para la primera historia es el cuento de 1931 de H. P. Lovecraft «El que susurra en la oscuridad». Otras representaciones tempranas de Plutón se encuentran en el cuento de 1935 «The Red Peri» de Stanley G. Weinbaum, donde alberga una base para piratas espaciales; el cuento de 1936 «En ruta a Plutón» de Wallace West, que retrata la primera expedición allí; y la novela de 1936 The Cometeers en la serie Legion of Space de Jack Williamson.

### Vida en Plutón
La vida extraterrestre en Plutón, que a veces incluye vida inteligente, es un motivo común en la ficción, En Into Plutonian Depths, en Plutón se ha desarrollado una civilización humanoide mientras que en las obras «En ruta a Plutón» y «The Red Peri», el planeta está habitado, respectivamente, por unas exóticas criaturas de niebla y por unas formas de vida de cristal. Los extraterrestres de otros lugares se han asentado en Plutón en la novela de 1950 First Lensman de E. E. Smith, y lo utilizan como base en la novela de Robert A. Heinlein de 1958 Have Space Suit—Will Travel. La novela de 1970 World's Fair 1992 de Robert Silverberg retrata una expedición astrobiológica a Plutón, y una ecosfera planetaria compleja en Plutón se representa, entre otras historias, en la novela de 1988 Iceborn (alias La hija de Proserpina) de Gregory Benford y Paul A. Carter. Iceborn también se incluye en una lista de obras con representaciones relativamente plausibles de formas de vida plutonianas compiladas por el astrónomo Andrew Fraknoi, junto con otras como el cuento de Robert Silverberg de 1985 «Sunrise on Pluto» y el cuento de Stephen Baxter de 1995 «Gossamer».
Las representaciones de la vida humana en Plutón son menos comunes, aunque Plutón está terraformado en el cuento de 1944 «Circle of Confusion» de George O. Smith y colonizado en la novela de 1958 Man of Earth de Algis Budrys. Un enfoque más común es usarlo como un destino al que llegan los personajes, como en la novela To the Tombaugh Station de Wilson Tucker de 1960. A veces, esto es como la última parada en un recorrido por el Sistema Solar, como en la novela de Donald A. Wollheim de 1959 El secreto del noveno planeta; otras veces Plutón es el punto de partida para tal gira, como en la novela de Kim Stanley Robinson de 1985 The Memory of Whiteness. También aparece como el sitio de una estación de investigación en la novela Tropas del espacio de Heinlein de 1959, y un astronauta está varado en Plutón en el cuento de 1968 «Wait it Out» de Larry Niven.

### Origen
Se han propuesto varios orígenes para Plutón en la ficción. Entre estos se encuentran un antiguo satélite de Neptuno y un remanente de un planeta destruido. En el cuento de 1934 «The Rape of the Solar System» de Leslie F. Stone, es un antiguo asteroide. En El secreto del noveno planeta, Plutón originalmente vino de un sistema solar diferente, y en el cuento de 1973 «Construction Shack» de Clifford D. Simak, se encuentra que es artificial.

### Representaciones posteriores
La novela Icehenge de 1984 de Kim Stanley Robinson presenta un artefacto que se asemeja a Stonehenge con texto en sánscrito descubierto en Plutón, y gira en torno a la investigación de su origen. Plutón es el sitio de almacenamiento criogénico en la novela Tomorrow and Tomorrow de Charles Sheffield de 1997, y ve un aumento misterioso en la temperatura en la novela de Gregory Benford de 2005 The Sunborn. Plutón fue reclasificado de planeta a planeta enano en 2006, un tema que luego se exploró en la novela de 2011 Young Tales of the Old Cosmos de Rhys Hughes. También hace apariciones en la serie de televisión Doctor Who y en varios cómics.

## Caronte
La luna de Plutón, Caronte, fue descubierta en 1977 y aparece como escenario en las novelas de 1990 Take Back Plenty de Colin Greenland y The Ring of Charon de Roger MacBride Allen, así como en sus respectivas secuelas. En la novela de 1987 El arca de Caronte de Rick Gauger, se revela que Caronte es una nave alienígena que transporta formas de vida prehistóricas de la Tierra. En el cuento de 2003 «The Trellis» de Larry Niven y Brenda Cooper, Caronte está unido a Plutón por hilos masivos de materia vegetal. En la serie de videojuegos Mass Effect, Caronte es una estación repetidora para viajes interestelares.